# Филлипс (аукцион)
Филлипс (англ. Phillips, ex-Phillips de Pury) — один из известнейших в мире искусства аукционных домов, имеющий офисы в Лондоне, Нью-Йорке, Женеве, Берлине, Брюсселе, Лос-Анджелесе, Милане, Мюнхене и Париже. Филлипс проводит аукционы в Нью-Йорке, Лондоне и Женеве в области современного искусства, фотографии, дизайна, ювелирных изделий. Филлипс также занимается консультативными услугами, включая формирование частных коллекций.

## История
В 1796 году Гарри Филлипс ушёл из аукционного дома «Кристис» и основал своё предприятие, аукционный дом, который на протяжении двух столетий оставался семейным делом. С годами его деятельность распространилась на всю Англию. В 1970-е годы «Филлипс» вышел на международную арену, заняв на третье место после Сотбис и Кристис. К концу 1990-х годов аукционный дом «Филлипс» имел свои аукционные залы в Женеве, Нью-Йорке, Цюрихе и Сиднее.
В январе 2001 года было объявлено о слиянии аукционного дома «Филлипс», приобретенного двумя годами ранее французским мультимиллиардером Бернаром Арно, со швейцарской фирмой «Симон де Пюри и Люксембург».
В 2000 году «Филлипс де Пюри» был поставлен самый громкий рекорд за всю свою историю — «Супрематическая композиция» Казимира Малевича ушла на торгах в Нью-Йорке за 17 миллионов долларов.
По мнению эксперта по антикварному рынку Business FM Дмитрия Буткевича, все русские рекорды поставил именно «Филлипс де Пюри»: «И Кабаков с его „Жуком“ — там почти 6 миллионов, и предыдущий Кабаков, „Номер люкс“, и Эрик Булатов. В общем, все последние вопиющие русские рекорды поставлены именно этим аукционным домом. То есть, в этом смысле, он, конечно, являются весьма ощутимым соперниками для „Сотбис“ и „Кристис“».
В 2008 году контрольный пакет акций «Филлипс де Пюри» был приобретён российской компанией «Mercury Group», специализирующейся на продаже товаров категории люкс.
В декабре 2012 года Симон де Пюри покинул аукционный дом Phillips de Pury. Аукционный дом сменил название и стал называться просто Phillips.
12 мая 2011 года на аукционе была выставлена картина «Лиз № 5» Энди Уорхола изображающая Элизабет Тейлор. Цена составила 26952500$ .
26 октября 2017 г. аукционный дом «Филлипс» провел торги по продаже самых дорогих в мире наручные часы «Rolex Daytona» 1968 г. Часы раньше  принадлежали актеру и гонщику Полу Ньюмену. Часы были проданы неизвестному коллекционеру за рекордную в истории сумму 17 752 500 долларов США.